# Magra (fleuve)
Pour les articles homonymes, voir Magra.
La Magra (en latin Macra) est un fleuve important entre la Toscane et la Ligurie qui baigne la province de Massa-Carrara et celle de La Spezia. Il se jette dans la mer de Ligurie.

## Géographie
La Magra naît en Toscane à 1 200 m d'altitude dans le Monte Borgognone (1 401 m) et dans le  Monte Tavola (1 504 m), créant le Val di Magra. Elle est rejointe en Ligurie par le Vara et se déverse dans la mer Ligure par un ample estuaire entre Bocca di Magra et Fiumaretta, parties de la  commune d'Ameglia.

## Sources
- (it) Cet article est partiellement ou en totalité issu de l’article de Wikipédia en italien intitulé « Magra » (voir la liste des auteurs).